# Font de Can Barret
La font de Can Barret està situada als jardins de Montbau de Barcelona.

## Història
Raja contínuament per dues aixetes amb una cabal a l'estiu de 2018 de 90 litres/hora. Originàriament, brollava al capdamunt del carrer de Poesia quan encara la zona estava a mig urbanitzar. La font es va traslladar a la ubicació actual quan es van urbanitzar els jardins de Montbau, o jardins del carrer de Poesia, obra de l'arquitecte Joaquim Maria Casamor.
L'aigua hi arriba canalitzada pel clavegueram, des de l'entrada a la mina prop de l'escola Baloo. A l'entrada a la mina, a bastanta profunditat respecte a la superfície, hi ha una escala de 12 graons fins a arribar a la galeria, que a uns 15 m cap al nord es bifurca en dos ramals, un que segueix cap al nord uns 120 m, i l'altre cap al nord-est, molt més llarg, excavat en la roca i revestit amb maons.
Hi va haver un intent per part de l'Ajuntament de clausurar la font, per les modificacions urbanístiques que s'hi volien fer i pel risc que l'aigua no fos potable. La reivindicació dels veïns va impedir-ne la desaparició i es va traslladar al mig dels jardins de Montbau, on es troba actualment.